# Shyril O'Steen
Shyril O'Steen, född den 5 oktober 1960 i Seattle, Washington, är en amerikansk roddare.
Hon tog OS-guld i åtta med styrman i samband med de olympiska roddtävlingarna 1984 i Los Angeles.